# Lijst van gouverneurs van West-Bengalen
Dit is een lijst van gouverneurs van de Indiase deelstaat West-Bengalen. De gouverneur is hoofd van de deelstaat en wordt voor een termijn van vijf jaar aangewezen door de president. De rol van de gouverneur is hoofdzakelijk ceremonieel en de echte uitvoerende macht ligt bij de ministerraad, met aan het hoofd de chief minister. De gouverneurs van West-Bengalen resideren in het Raj Bhavan te Kolkata.
| #    | Naam                       | Begin termijn     | Einde termijn     |
| ---- | -------------------------- | ----------------- | ----------------- |
| 1    | C. Rajagopalachari         | 15 augustus 1947  | 20 juni 1948      |
| 2    | Kailash Nath Katju         | 21 augustus 1948  | 31 oktober 1951   |
| 3    | Harendra Coomar Mookerjee  | 1 november 1951   | 4 augustus 1956   |
| 4    | Phani Bhusan Chakraborty   | 5 augustus 1956   | 2 november 1956   |
| 5    | Padmaja Naidu              | 3 november 1956   | 31 mei 1967       |
| 6    | Dharma Vira                | 1 juni 1967       | 31 maart 1969     |
| wnd  | Deep Narayan Sinha         | 1 april 1969      | 18 september 1969 |
| 7    | Shanti Swaroop Dhavan      | 19 september 1969 | 20 augustus 1971  |
| 8    | Anthony Lancelot Dias      | 21 augustus 1971  | 5 november 1977   |
| 9    | Tribhuvan Narain Singh     | 6 november 1977   | 11 september 1981 |
| 10   | Bhairab Dutt Pande         | 12 september 1981 | 9 oktober 1983    |
| 11   | Anant Prasad Sharma        | 10 oktober 1983   | 15 augustus 1984  |
| wnd  | Satish Chandra             | 16 augustus 1984  | 30 september 1984 |
| 12   | Uma Shankar Dikshit        | 1 oktober 1984    | 11 augustus 1986  |
| 13   | Saiyid Nurul Hasan         | 12 augustus 1986  | 19 maart 1989     |
| 14   | T. V. Rajeswar             | 20 maart 1989     | 20 juli 1989      |
| wnd  | Harideo Joshi              | 21 juli 1989      | 13 augustus 1989  |
| (14) | T. V. Rajeswar             | 14 augustus 1989  | 6 februari 1990   |
| 15   | Saiyid Nurul Hasan         | 7 februari 1990   | 4 januari 1991    |
| wnd  | K. V. Raghunatha Reddy     | 5 januari 1991    | 24 januari 1991   |
| (15) | Saiyid Nurul Hasan         | 25 januari 1991   | 3 januari 1992    |
| wnd  | Mohammad Shafi Qureshi     | 4 januari 1992    | 24 januari 1992   |
| (15) | Saiyid Nurul Hasan         | 25 januari 1992   | 28 oktober 1992   |
| wnd  | Mohammad Shafi Qureshi     | 29 oktober 1992   | 29 november 1992  |
| (15) | Saiyid Nurul Hasan         | 30 november 1992  | 12 juli 1993      |
| wnd  | B. Satyanarayana Reddy     | 13 juli 1993      | 13 augustus 1993  |
| 16   | K. V. Raghunatha Reddy     | 14 augustus 1993  | 26 april 1998     |
| 17   | Akhlaqur Rahman Kidwai     | 27 april 1998     | 17 mei 1999       |
| 18   | Shyamal Kumar Sen          | 18 mei 1999       | 3 december 1999   |
| 19   | Viren J. Shah              | 4 december 1999   | 13 december 2004  |
| 20   | Gopalkrishna Gandhi        | 14 december 2004  | 13 december 2009  |
| wnd  | Devanand Konwar            | 14 december 2009  | 23 januari 2010   |
| 21   | M. K. Narayanan            | 24 januari 2010   | 3 juli 2014       |
| wnd  | Dnyandeo Yashwantrao Patil | 4 juli 2014       | 23 juli 2014      |
| 22   | Keshari Nath Tripathi      | 24 juli 2014      | 29 juli 2019      |
| 23   | Jagdeep Dhankhar           | 30 juli 2019      | 17 juli 2022      |
| wnd  | La. Ganesan                | 18 juli 2022      | 22 november 2022  |
| 24   | C. V. Ananda Bose          | 23 november 2022  | huidig            |